# Atlético Real Cubatense
O Atlético Real Cubatense ou Real Cubatense, é um clube de futebol da cidade de Santos, mas criado para representar a cidade de Cubatão, ambas no estado de São Paulo. Fundado em 10 de julho de 2016, suas cores são o vermelho e o preto.

## História
O Atlético Real Cubatense foi fundado em 10 de julho de 2016. No ano de 2017, a equipe disputou sua primeira competição profissional: a Segunda Divisão (equivalente a quarta divisão) do Campeonato Paulista, sendo eliminada na primeira fase, terminando o campeonato na 21ª colocação.
A realização dos treinos da equipe são realizados no campo do clube Vera Cruz, de Cubatão, e os jogos oficiais serão realizados no estádio Espanha, do Jabaquara.

## Estatísticas

### Participações
| Aumento | Promovido à divisão superior  |
| Baixa   | Rebaixado à divisão inferior  |
| Inativo | Licenciamento no ano seguinte |

| Competição | Competição                     | Temporadas | Melhor campanha     | Anos | A | R |
| São Paulo  | Campeonato Paulista - Série A4 | 1          | 21º colocado (2017) | 2017 | – |   |

### Temporadas
Legenda:
| Campeão Vice-campeão Eliminado nas semifinais | Campeão e promovido à divisão superior Vice-campeão e/ou promovido à divisão superior Rebaixado à divisão inferior | Classificado à fase de grupos da Copa Libertadores Classificado à fase preliminar da Copa Libertadores Classificado à Copa Sul-Americana |